# Villié-Morgon
Villié-Morgon is een gemeente in het Franse departement Rhône (regio Auvergne-Rhône-Alpes). De plaats maakt deel uit van het arrondissement Villefranche-sur-Saône. Villié-Morgon telde op 1 januari 2022 2.132 inwoners.

## Geografie
De oppervlakte van Villié-Morgon bedroeg op 1 januari 2022 18,74 vierkante kilometer; de bevolkingsdichtheid was toen 113,8 inwoners per km².

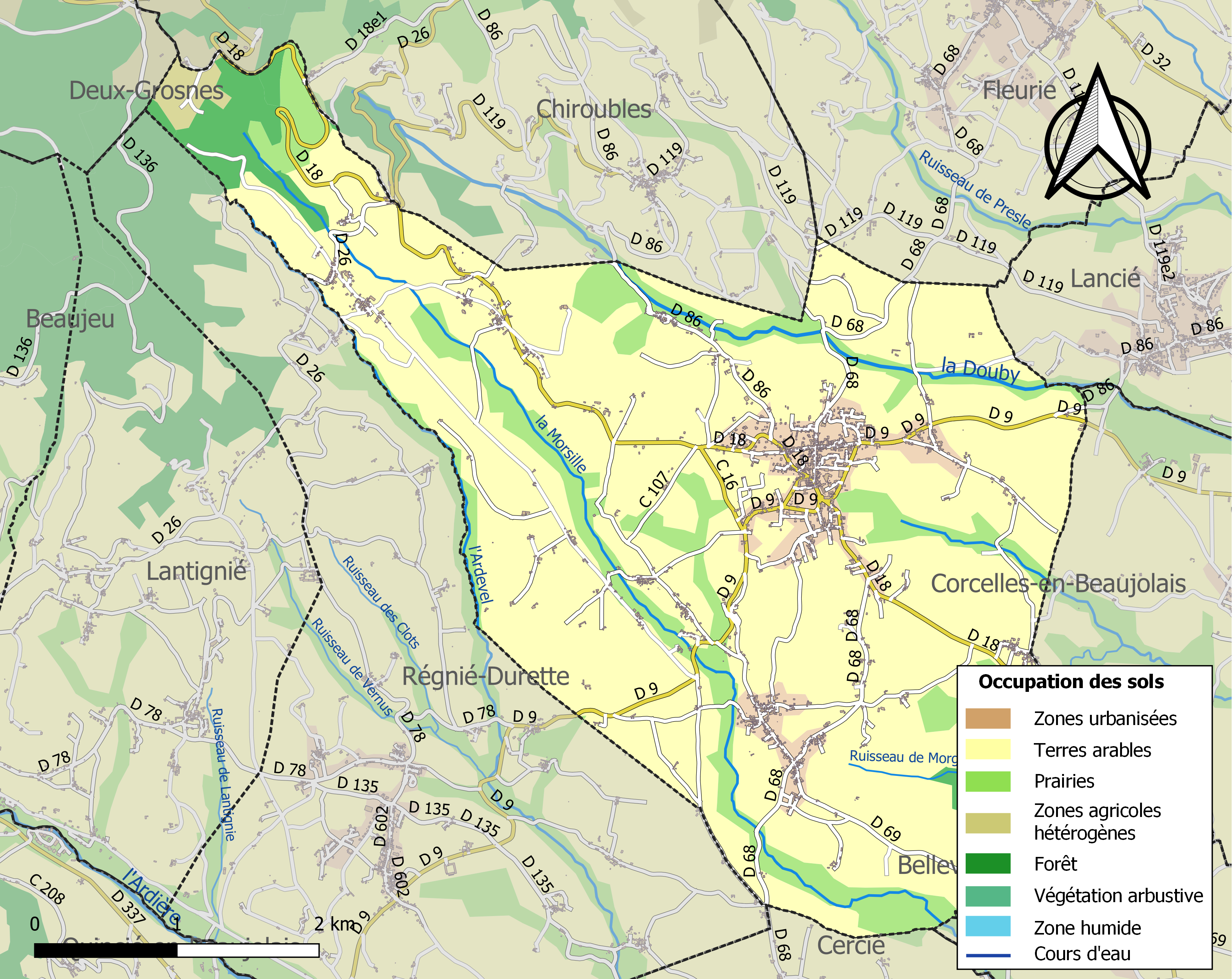
Kaart van de gemeente met de belangrijkste infrastructuur, bodemgebruik en omliggende gemeenten

## Demografie
Onderstaande figuur toont het verloop van het inwonertal (bron: INSEE-tellingen).